# Georg von Sodenstern
Georg von Sodenstern (* 15. November 1889 in Kassel; † 20. Juli 1955 in Frankfurt am Main) war ein deutscher General der Infanterie und Oberbefehlshaber der 19. Armee im Zweiten Weltkrieg.

## Leben
Georg von Sodenstern trat nach seiner Kadettenausbildung am 13. März 1909 als Fähnrich in das 3. Oberschlesische Infanterie-Regiment Nr. 62 ein, in dem er am 27. Januar 1910 zum Leutnant befördert wurde. Mit seinem Regiment zog er 1914 als Kompanieoffizier in den Ersten Weltkrieg. Am 25. Februar 1915 wurde er zum Oberleutnant befördert. Im Krieg wurden Sodenstern beide Klassen des Eisernen Kreuzes, das Kreuz für Verdienste im Kriege sowie das Österreichische Militärverdienstkreuz III. Klasse mit der Kriegsdekoration verliehen und er am 18. August 1917 zum Hauptmann befördert.

### Zwischenkriegszeit
Nach dem Ersten Weltkrieg wurde er in die Reichswehr übernommen und zunächst im Reichswehr-Infanterie-Regiment 27 eingesetzt. Es folgte die Verwendung als Kompaniechef im 6. Infanterie-Regiment.
1924 wurde er als Stabsoffizier zum Gruppenkommando 2 nach Kassel versetzt. 1925 kam er in den Generalstab des Infanterieführers III nach Potsdam. 1926 erfolgte die Versetzung in die Heeres-Organisationsabteilung (T 2) beim Reichswehrministerium in Berlin. Im folgenden Jahr wurde er direkt dem Truppenamt zugeteilt und wurde am 1. Februar 1928 zum Major befördert. 1931 wurde er dann zum Adjutanten des Chefs des Truppenamtes ernannt. Als solcher wurde Georg von Sodenstern am 1. Oktober 1932 zum Oberstleutnant und am 1. September 1934 zum Oberst befördert.
Am 15. Oktober 1935 übernahm er als Kommandeur das neuaufgestellte Infanterie-Regiment 65 in Delmenhorst. Dieses Amt gab er im August 1937 ab und wurde anschließend Chef des Stabes des VI. Armeekorps in Münster. Nachdem er am 1. März 1938 zum Generalmajor befördert worden war, wurde von Sodenstern am 1. Dezember 1938 Chef des Generalstabs beim Gruppenkommando 2.

### Zweiter Weltkrieg
Bei der Mobilmachung zum Zweiten Weltkrieg wurde er Chef des Generalstabes der Heeresgruppe C unter Wilhelm Ritter von Leeb, welche während des Überfalls auf Polen für die Verteidigung der Westgrenze zuständig war. Am 1. Februar 1940 erfolgte die Beförderung zum Generalleutnant. Am 6. Februar 1940 wurde er Chef des Generalstabes der Heeresgruppe A unter Generaloberst Gerd von Rundstedt, mit der er am Westfeldzug teilnahm. Am 19. Juli 1940 wurde er hierfür mit dem Ritterkreuz des Eisernen Kreuzes ausgezeichnet und am 1. August 1940 zum General der Infanterie befördert. Aufgrund der Ernennung Rundstedts zum Oberbefehlshaber West im Oktober 1940 blieb er danach bis Anfang 1941 im Westen tätig.

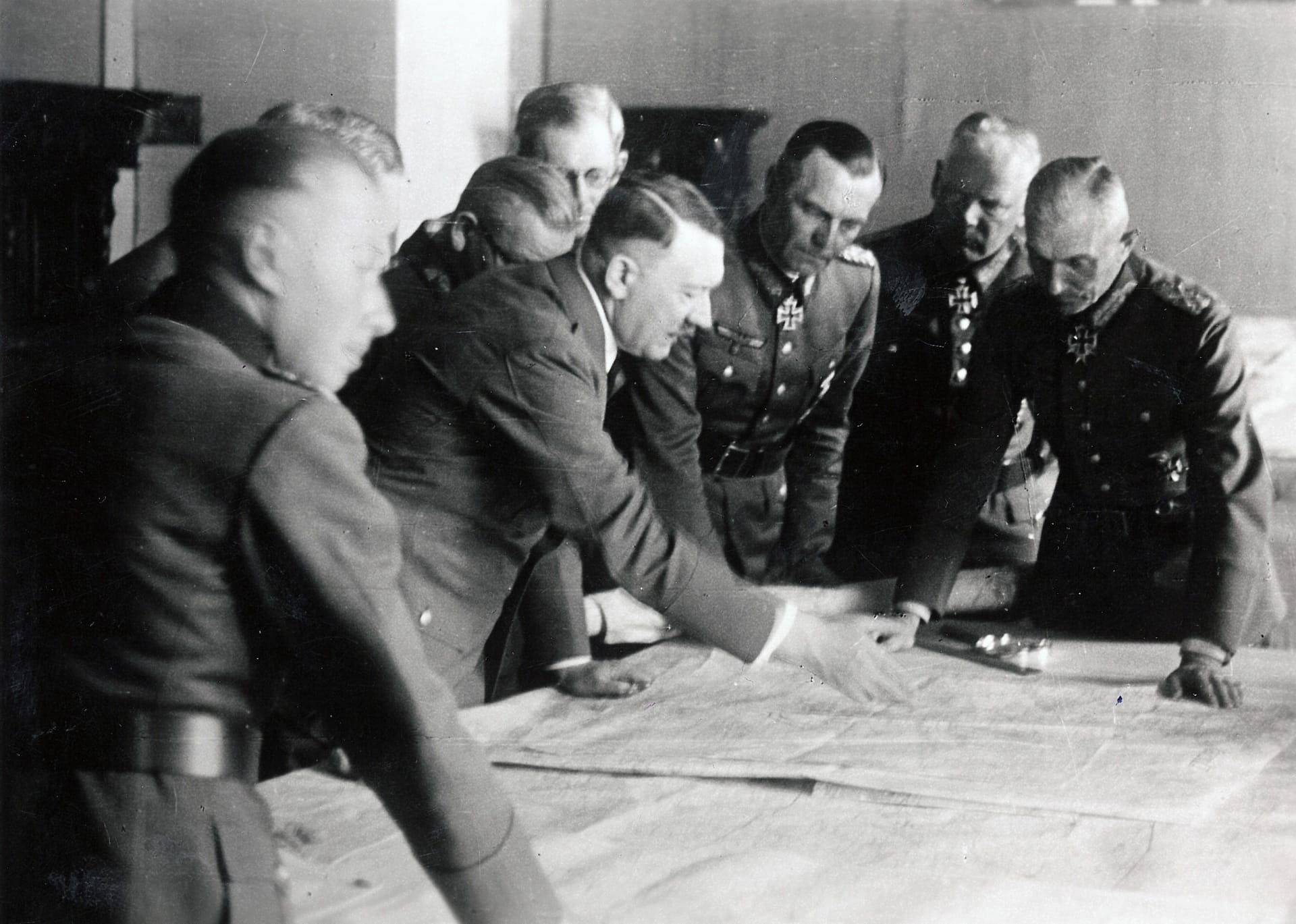
Georg von Sodenstern (halbverdeckt direkt hinter Adolf Hitler) bei einer Lagebesprechung im Hauptquartier der Heeresgruppe Süd in Poltawa, Juni 1942

Durch die Umbenennung der Heeresgruppe A zu Beginn des Angriffs auf die Sowjetunion am 22. Juni 1941 wurde von Sodenstern nun Chef des Generalstabes der Heeresgruppe Süd. Hier diente er unter den Generalfeldmarschällen Gerd von Rundstedt, Walter von Reichenau und Fedor von Bock.
Bei der Teilung der Heeresgruppe für die bevorstehende Sommeroffensive Fall Blau Anfang Juli 1942 wurde er dann zum Chef des Generalstabes der Heeresgruppe B unter Maximilian von Weichs ernannt. Für seine Leistungen in dieser Funktion wurde ihm am 2. Januar 1943 das Deutsche Kreuz in Gold verliehen. Im Juli 1943 wurde er in die Führerreserve versetzt.
Am 13. August 1943 wurde von Sodenstern wieder aktiviert und im Westen Oberbefehlshaber der Armeegruppe Felber, aus der er die 19. Armee aufstellte. In dieser Funktion war er unter anderem verantwortlich für die deutschen Maßnahmen im italienischen Besatzungsgebiet in Südfrankreich beim Kriegsaustritt Italiens.
Ende Juni 1944 wurde von Sodenstern durch General der Infanterie Friedrich Wiese abgelöst und aus der Wehrmacht ehrenvoll verabschiedet.

## Nachkriegszeit
Ab 1946 wirkte Sodenstern im Rahmen der deutschen Abteilung der kriegsgeschichtlichen Forschungsgruppe der United States Army, der Operational History (German) Section der „Historical Division“, an der Ausarbeitung von Studien zum Zweiten Weltkrieg mit. Sodenstern präsidierte seit 1954 einem „Arbeitskreis für Wehrforschung“ als Galionsfigur, tatsächlicher Macher war Jürgen Rohwer. Die beiden gaben von da an eine Wehrwissenschaftliche Rundschau heraus, die zuvor seit 1950 im Verlag E.S. Mittler & Sohn verlegt worden war, später bei Lehmanns in München. Aufgabe dieses Vereins war die „Verbreitung von historischen Themen über das Wehrwesen“. Den Verein finanzierte die Dienststelle Blank, der getarnte Vorläufer der Bundeswehr, mit hohen Mitteln laufend aus dem Etat des Bundespresseamtes.
Sodenstern starb am 20. Juli 1955 in Frankfurt am Main.